# یوشیتاکا هیروتا
یوشیتاکا هیروتا (انگلیسی: Yoshitaka Hirota؛ زادهٔ ۱ سپتامبر ۱۹۷۱) آهنگساز، و موسیقی‌دان اهل ژاپن است.